# دیر پارک (اوهایو)
دیر پارک(به انگلیسی: Deer Park) شهری در ایالت اوهایو کشور ایالات متحده آمریکا است که جمعیت آن در سرشماری سال ۲۰۱۰ میلادی، ۵٬۷۳۶ نفر بوده‌است.